# Romváry Várady Lajos
Romváry Várady Lajos, Váradi Lajos, Romvári (Debrecen, 1852. július 16. – Pécs, 1916. december 19.) súgó, színigazgató, MÁV díjnok.

## Életútja
Váradi Bálint és Kiss Mária elsőszülött fiaként jött a világra, 1852. július 23-án keresztelték a debreceni református templomban. Színész lett 16 éves korában, Kolozsvárt. Egy ideig kórista volt a budapesti Gyapjú utcai német színházban, ahol magyarul »fújta« a kórust, mivel nem tudott németül. Igazgató lett 1899-ben. Járt társulatával többek közt Csíkszeredán, Fogarason, Székelyudvarhelyen, Vízaknán, Szamosújvárt, Gyulafehérvárott, stb. Igazgatása előtt 1894. őszétől a Népszínháznál volt 8 évig súgó, utána pedig vidéken működött, Kövessy Albert pécsi társulatánál. Kedélyes ember volt és kitűnő súgó, aki a kedélyt a súgással is egyesítette. Híres volt a szerepezéséről. Ismerték arról az oldaláról, hogy a műsordarab előadása alatt szerepezett, miközben fejből súgott és szokása szerint közbeszúrt egy-egy humoros elszólást. Rakodczay Pál színtársulatánál, ahol sok fiatal tehetség játszotta Shakespeare-t, minden előadás után kritikát írt a színészek játékáról — de csak saját magának. Ezek a kritikák napló formájában Kalotai László birtokában voltak. Blaháné, Küry Klára, Hegyi Aranka kedvenc súgója volt. 40 éves jubileumát 1910. július havában ülte meg, Nagykanizsán, majd 1911. szeptember 1-jén nyugdíjba ment. Tagja volt a pécsi nemzeti színháznak. Élete végén a MÁV pécsi üzletvezetőségének segédtisztviselőjeként dolgozott. Halálát gyomorrák okozta.
Neje: Kiss Emma, színésznő, született 1855. március 18-án, Ungvárt, meghalt 1896. október 10-én, Budapesten. 1876. augusztus 16-án kezdte pályáját, Veres Lászlónál. Második felesége Kohn (Kún) Terézia varrónő volt, akivel 1898. július 3-án Budapesten, az Erzsébetvárosban kötött házasságot.